# Rivierenbuurt (Amsterdam)
Pour les articles homonymes, voir Rivierenbuurt.
Le Rivierenbuurt est un quartier d'Amsterdam qui fait partie de l'arrondissement (stadsdeel) d'Amsterdam-Zuid. Il est l'une des composantes du Plan Zuid imaginé par Hendrik Petrus Berlage au début du XXe siècle, et qui devait diviser la partie sud de la ville entre un arrondissement destiné aux familles aisées (Apollobuurt et Stadionbuurt) et un quartier réservé aux classes moyennes (Rivierenbuurt). Signifiant littéralement « quartier de la rivière » en néerlandais, le quartier est marqué par ses rues qui portent le nom de cours d'eau. La plupart des bâtiments du quartier ont été construits dans les années 1920 et les années 1930.